# Bebé-proveta
Bebé-proveta (português europeu) ou bebê de proveta (português brasileiro) é uma criança proveniente de uma fertilização in vitro, ou seja, não resulta de uma fecundação em condições naturais proveniente de uma relação sexual entre um homem e uma mulher, mas antes da fecundação gerada em laboratório. Designa-se proveta exactamente para aludir à sua "criação" laboratorial.
O primeiro bebê-proveta do mundo chama-se Louise Brown e nasceu a 25 de julho de 1978, em Bristol, Inglaterra. Os médicos britânicos envolvidos neste processo foram Robert Edward e Patrick Steptoe, na Bourn Hall Clinic, em Cambridge.
O método da fertilização "in vitro" veio trazer novas esperanças aos casais inférteis, abrindo uma nova era na terapia da infertilidade. Actualmente este método é utilizado, em diversas situações como no caso de bloqueamento das trompas de Falópio, ou em casos de espermatozóides deficientes (por exemplo imóveis) ou em número reduzido. Cerca de 25% da gravidez por fertilização "in vitro" são gêmeos, o que corresponde a uma incidência bastante superior à das gravidez naturais em que o normal é surgir um par de gêmeos por cada 80 nascimentos.

### No Brasil
No dia 7 de outubro de 1984, nascia Ana Paula Bettencourt Caldeira na cidade de São José dos Pinhais, Região Metropolitana de Curitiba, o primeiro bebê-proveta brasileiro.

### Em Portugal
Em Portugal, o primeiro bebé-proveta nasceu em 25 de fevereiro de 1986, tornou-se jogador profissional de futebol, chegando a ser avançado do Sporting Clube de Portugal, chamado Carlos Saleiro.
Em Portugal, Alberto Barros é um dos especialistas portugueses em reprodução medicamente assistida mais prestigiado, tendo sido, juntamente com a sua equipa (português europeu) (equipe [português brasileiro]), no Porto, responsável pela introdução da metodologia da microinjecção intracitoplasmática (português europeu) (microinjeção intracitoplasmática [português brasileiro]), no país. Esta nova metodologia aumenta significativamente as possibilidades de sucesso numa gravidez, principalmente em situações de número reduzido de espermatozoides ou mobilidade deficiente ou nula, dos mesmos, o que os impossibilita de penetrar no óvulo e consequentemente fecundá-lo.

## Método
Inicialmente é feita uma estimulação ovárica com fármacos indutores da ovulação, deste modo a produção de óvulos é aumentada, bem como a sua libertação. Estes são recolhidos com a ajuda de uma ultra-sonografia transvaginal, sendo depois levados para o laboratório onde serão fecundados por espermatozóides preparados. Os óvulos e espermatozóides (50 mil a 100 mil por cada óvulo) são colocados em um meio de cultura próprio, e se o processo for bem sucedido, os pré-embriões gerados são transferidos para o útero da mãe entre 48 a 120 horas após o início deste processo. Outras técnicas complementares têm surgido, mas todas elas se baseiam na fertilização "in vitro".